# Paul Chaulot
Paul Chaulot est un poète et écrivain français né le 24 mars 1914 à Lanty-sur-Aube et mort le 19 décembre 1969 près de Versailles.

## Biographie
Gagnant sa vie comme fonctionnaire, il fut chroniqueur dans des revues : les Cahiers du Sud, Esprit, Le Mercure de France et collaborateur de plusieurs revues étrangères,.
En tant que poète, il a publié de nombreux recueils dont les deux premiers, avant 1940, étaient plutôt d’inspiration surréaliste. Après-guerre, sa poésie devint plus humaniste et en 1951, par l’entremise de Jean Rousselot, son collègue au ministère de l’Intérieur, il se lia d'amitié avec les auteurs de l’École de Rochefort. En 1950, il reçut le Prix Apollinaire pour Contre-terre, le Prix Jules-Davaine de l’Académie française en 1964 pour Jours de béton et obtint le prix Max-Jacob en 1968 pour Soudaine écorce.
Paul Chaulot a traduit plusieurs poètes hongrois.
Il meurt le 19 décembre 1969, victime d'une congestion cérébrale dans un train de la banlieue parisienne.

## Œuvres
- Espoir (hors commerce, 1933)
- Le Disque incolore (Messein, 1936)
- À main armée (Les Lettres, 1948)
- Comme un vivant (Seghers, 1950)
- Contre-terre (Le cheval d'écume, 1949)
- Risques (Cahiers de Rochefort, 1952)
- La Ville à témoin (Cadenel, 1952)
- Odette (Chemin des hommes, 1953)
- Jours de béton (Amis de Rochefort, 1954)
- L'Herbe de chaque escale (Seghers, 1956)
- La Porte la plus sûre (Seghers, 1959)
- Naissante  Préhistoire (Seghers, 1963)
- Rome, photographies de Henri Cartier-Bresson, Lausanne, Rencontre, 1963
- Temps présumés, illustrations de Charles Lapicque (Éditions du Syrinx)
- Luc Bérimont (Seghers, « Poètes d'aujourd'hui », no 145, 1966)
- Soudaine Écorce (Seghers, 1967)
- Pour plus amples périls (Rougerie, 1973)
- Poèmes : 1948-1969, préface de Jean Rousselot, dessin de Roger Toulouse, Noah, 1983

### Traductions
- György Somlyó, Que cela, choix de poèmes, traduits du hongrois par Paul Chaulot, Michel Deguy, Marc Delouze, Charles Dobzynski et al, P. Belfond, 1986
- Janus Pannonius, Poèmes choisis, version française de Jean Rousselot, Michel Manoll, Paul Chaulot, Budapest, Corvina, 1973
- L'Irréconciliable, Petőfi, poète et révolutionnaire, études et choix de poèmes de Sándor Petőfi, traduit du hongrois par P. Chaulot, J. Gaucheron, Guillevic, M. Manoll, etc., Budapest, Corvina, 1973
- Endre Ady, Choix de poèmes, établi par Guillevic et László Gara, révision par Paul Chaulot et László Pődor, Budapest, Corvina, 1967
- Elisabeth S. de Zagon, L’Europe des poètes : anthologie multilingue, traduction Paul Chaulot et al., Le Cherche-Midi / Seghers, 1980
- Tibor Klaniczay, Pages  choisies  de  la  littérature  hongroise  des  origines  au  milieu  du  XVIIIe siècle, traduction Paul  Chaulot et al., Budapest, Corvina, 1981